# Scotopteryx undulata
Scotopteryx undulata là một loài bướm đêm trong họ Geometridae.